# Consejo Regulador de Economía Socializada
El Consejo Regulador de Economía Socializada (C.R.E.S.) fue un organismo de socialización, fundado conjuntamente por la UGT y la CNT que actuó en Villena (Alicante) entre 1937 y 1939, como respuesta a las condiciones económicas y sociales que tuvieron lugar durante la guerra civil española. Controló la gran mayoría de las empresas de la ciudad y del área circundante y aumentó la productividad. Además, fue la única organización de este tipo con éxito en la provincia de Alicante.

## Creación

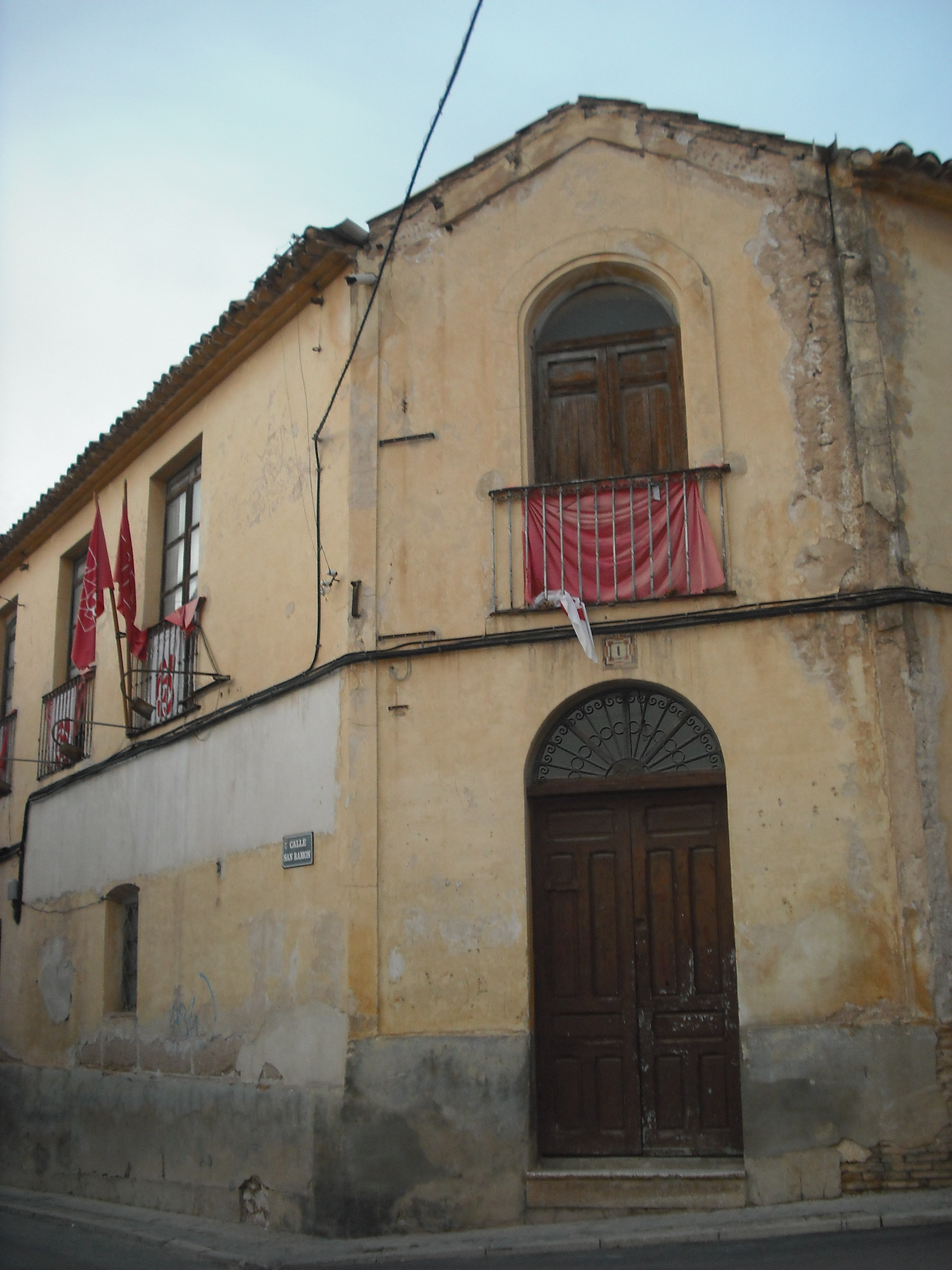
Casa del Pueblo de Villena, lugar de reunión de cenetistas y ugetistas.

Se creó el 22 de abril de 1937 a fin de planificar y encauzar la economía de la ciudad en régimen de socialización, tras las incautaciones masivas de industrias y fincas rústicas. Sus principales objetivos estaban en incrementar la producción, colaborar en la adquisición de materias primas, distribuir y vender los productos manufacturados y prestar auxilio económico a los trabajadores y familiares. Su acta de fundación tuvo entrada en la Consejería de Economía y Trabajo de Alicante el 27 de abril.

## Estructura
El consejo estaba formado por todo el capital y posesiones de los trece ramos industriales socializados en Villena, a raíz de las incautaciones. Estos fueron: Comercio Detall, Industria del Calzado, Industria Aceitera, Industria de la Sal, Vinos y Alcoholes, Fábrica de Harinas, Consejo Agrícola, Industria del Yeso, Industria Metalúrgica, Industria Textil, Industria del Vestir, Industria de los Muebles y Materiales de Construcción. Los talleres estaban principalmente en Villena, aunque también había algunos en Yecla (Murcia), Caudete (Albacete), Sax y Biar, entre otros. Se estructuraba mediante un presidente, un secretario y un tesorero junto con los trece consejeros de cada una de las trece secciones. Estos consejeros eran a su vez los presidentes del Consejo de Administración de cada una de las industrias, con lo cual era fácil comprobar el saldo total diario de efectivo y dedicarlo a la industria que más lo necesitaba o la que mayores beneficios podía obtener para el bien de la colectividad general.

## Desarrollo
Según fue avanzando el año 1937 se fue dificultando la labor de conseguir materias primas y vender los productos manufacturados. Sin embargo, el C.R.E.S. hizo posible reactivar algunos sectores productivos, abrir nuevos mercados, incrementar la producción y crear numerosos puestos de trabajo, muy al contrario de lo que sucedía en otras localidades en que las industrias seguían en manos privadas. Como ejemplo, la producción conjunta de las empresas que conformaban el C.R.E.S., antes de 1936 daba una media mensual de 535.000 pesetas, mientras que a finales de 1937 la producción mensual era de 1.897.000 pesetas de media, con un 194,7% más de empleados que el período anterior. Los únicos sectores que no aumentaron fueron las harinas, el yeso, los materiales de construcción y el comercio.
A mediados de 1938 la industria del Textil tuvo que cerrar a causa de la carencia de algodón, por lo que se recolocó a algunos empleados en otras industrias y los demás siguieron cobrando 4 días semanales, lo que llevó a una crisis administrativa, ya que las otras industrias estaban cada vez menos dispuestas a sufragar el déficit de esta. En las distintas discusiones que tuvieron lugar sobre diversos temas fueron constantes las disputas entre ugetistas y cenetistas, que finalmente desembocaron en un acuerdo para dividir a los trabajadores del C.R.E.S. en dos grupos según su sindicato. 

### La cooperativa de consumo
Debido al aumento de los precios de los artículos de primera necesidad y a la congelación de los sueldos, se propuso la creación de una cooperativa de consumo, que se estableció el 26 de agosto de 1937, aunque no abrió sus puertas el 3 de mayo de 1938. Esta repartía artículos de primera necesidad a precio de coste a los obreros de las empresas del C.R.E.S.

## Desintegración
Los avatares de la guerra hicieron que cada vez más directivos como empleados tuvieran que incorporarse a filas, lo que convirtió el estado del Consejo en crítico. A partir de enero de 1939 quedó en espera de unas mejores circunstancias económicas que no llegaron a producirse, ya que al finalizar la contienda, la administración franquista se encargó de desintegrar el C.R.E.S. e integrarlo en el Sindicato Vertical.